# Театр имени Наталии Сац (Алма-Ата)
РГКП «Государственный академический русский театр для детей и юношества имени Наталии Сац»(каз. Наталия Сац атындағы орыс балалар мен жасөспірімдер театры) — театр юного зрителя Алматы, дающий спектакли на русском языке.

## История
Главным инициатором и первым руководителем театра стала театральный деятель Наталия Ильинична Сац, которая была в Алма-Ате в ссылке. 6 сентября 1944 года выходит постановление Совнаркома ЦК КП(б) Казахстана «Об организации в городе Алма-Ате театра юных зрителей». 7 ноября 1945 года театр представил алматинцам свои первые спектакли: утром шла «Красная Шапочка» Е. Шварца в постановке Н. И. Сац, а вечером — «Осада Лейдена» Исидора Штока в постановке драматурга и режиссёра Виктора Розова. При театре была создана театральная студия, в которой Наталья Ильинична Сац готовила театральные кадры. Постановки шли на русском языке. В 1946 году была основана казахская труппа. Первый спектакль на казахском языке «Золотой ключик» А. Толстого в постановке Н. Сац. Основной репертуар составляли произведения отечественных и зарубежных драматургов на русском языке.
В развитие театра в разные периоды внесли вклад мастера сцены и деятели театрального искусства: заслуженный деятель искусств РСФСР, известный режиссер С. Эйзенштейн, народная артистка СССР В. Марецкая, актер театра и кино, народный артист СССР Н. Черкасов, заслуженный деятель искусств РСФСР Б. Гронский, заслуженный деятель искусств Казахской ССР и заслуженный деятель искусств РСФСР Г. Жезмер, заслуженный деятель искусств Казахской ССР Е. Прасолов, советский и казахстанский театральный режиссер, народный артист Казахстана Р. Андриасян, народный артист Казахской ССР Н. Ангаров. Казахский писатель, драматург, заслуженный деятель науки Казахской ССР М. Ауэзов вошел в состав художественного совета молодого театра. Многие поколения театральных любителей знают и помнят имена знаменитых актеров — народного артиста Республики Казахстан Ю. Померанцева и народного артиста Казахской ССР А. Умурзаковой.
Первоначально ТЮЗ располагался в здании бывшего кинотеатра «Ала-Тау» на 585 зрителей (1933—1936 гг.возведения, арх. Л. Руднев, Х. Нигеман, В. Твердохлебов; инж. М.Шальдо, Л. Юзбашев), на улице Калинина 87 угол пр. Коммунистический. В 1981 году переехал в бывшее здание «Театра казахской драмы» построенное на проспекте Коммунистический 38 угол ул. Маметовой.
В 1985 году указом Министерства культуры Казахской ССР за № 50 от 24 февраля «Театр для детей и юношества Казахстана» разделили на два самостоятельных коллектива: русский, которому в 1995 году было присвоено имя Наталии Сац и казахский, который получил имя знаменитого казахского писателя и драматурга Габита Мусрепова. Некоторое время оба коллектива находились в одном и том же здании на проспекте Коммунистический 38, чередуя репетиции и выступления.
С 2000 года занимает здание бывшего «Дворца культуры и техники Алма-Атинского хлопчатобумажного комбината». В 1995 году Театру юного зрителя имени Н. Сац было присвоено звание академического.
В разные годы Казахстанский театр для детей и юношества возглавляли Вейсман Герш Ицкович, Дьяков Виктор Иванович, Джанысбаева Гульжахан Абуевна, Бойченко Гавриил Моисеевич, Преображенский Борис Николаевич, Калинина Татьяна Владимировна, Горобец Надежда Григорьевна. В настоящее время обязанности директора театра исполняет Гостев Олег Михайлович.
Труппа театра состоит из 43 актеров, среди которых мастера сценического искусства: народная артистка Казахстана Ольга Коржева, заслуженный артист Казахстана, кавалер ордена «Достык» 2 степени, ордена Дружбы Российской Федерации Татьяна Тарская, заслуженная артистка Казахской ССР, кавалер ордена «Достык» Валерия Крымская, кавалер ордена «Құрмет» Владимир Крылов, заслуженная артистка Казахстана, заслуженный деятель Казахстана, кавалер ордена «Құрмет» Григорий Ефимов, заслуженный деятель Казахстана Евгений Дубовик, заслуженный деятель Казахстана Игорь Ермашов, заслуженный деятель Казахстана и кавалер ордена «Құрмет» Татьяна Костюченко.

## Режиссёры
Режиссёрами русской труппы в разное время были известные деятели культуры Казахской ССР:
- Режиссёрами русской труппы в разное время были известные деятели культуры Казахской ССР:
- Н. И. Сац, основатель и первый руководитель ТЮЗа, создала немало спектаклей, в числе которых «Два капитана» В. Каверина, «Особое задание» и «Я хочу домой» С. Михалкова, «Гибель дракона» И. Луковского, «Двенадцатая ночь, или Как вам угодно» У. Шекспира, «Золотой ключик» А. Толстого и ряд других пьес.
- И. С. Барон известен как режиссёр таких спектаклей, как «Смех и слезы» С. Михалкова, «Димка-невидимка» В. Коростылева, «О тех кто любит» А. Антокольского и др.
- Важное место в истории театра занимает творчество заслуженного деятеля искусств РСФСР Б. Г. Гронского. В период его руководства театр обращается к лучшим произведениям классической и современной драматургии. Сам Гронский поставил спектакли: «Аттестат зрелости» Л. Гераскиной, «Золушку» Т. Габбе, «Страницу жизни» В. Розова, «Годы странствий» А. Арбузова, «Разлом» Б. Лавренёва и др.
- Режиссёру Евгению Александровичу Прасолову, заслуженному деятелю искусств Казахской ССР, принадлежали такие замечательные спектакли, как «Гимназисты» К. Тренёва, «Вей, ветерок!» Я. Райниса, «Мятеж» Д. Фурманова, «Зинуля» А. Гельмана, «Солдат и Ведьма» А. Сперанского и др.
- Несколько лет руководил русской труппой заслуженный деятель искусств Казахской ССР Абрам Львович Мадиевский, который поставил немало интересных спектаклей: «Именем революции» М. Шатрова, «Юность отцов» Б. Горбатова, «Таню» и «Иркутскую историю» А. Арбузова.
- Вадимом Ивановичем Пучкиным в период его руководства труппой были созданы ряд блестящих спектаклей: «Маскарад» М. Ю. Лермонтова, «Два вечера в мае» Г. Полонского, «Парень из нашего города» К. Симонова.
- Период творчества заслуженного деятеля искусств Казахской ССР Г. В. Жезмера отмечен постановкой таких спектаклей, как «9 симфония» Ю. Принцева, «Вызов богам» А. Делендика, «Антигона» Ж. Ануя.
- В бытность свою главным режиссёром русской труппы, заслуженным деятелем искусств Казахской ССР Р. С. Андриасяном на суд зрителей были представлены замечательные спектакли, не один сезон составлявшие основную часть репертуара театра: «Сирано де Бержерак» Эдмона Ростана, «Молодая гвардия» А. Алексина по роману Фадеева, «С любовью не шутят» Кальдерона, «Остановите Малахова» В. Аграновского, «В списках не значился» Б. Васильева, «Маленькие комедии» А. Чехова, «Святой и грешный» М. Варфоломеева и ряд других.
- Борисом Преображенским, ставшим в 1986 году руководителем театра были поставлены спектакли: «Ночная повесть» К. Хоинского, «Трое под одной крышей» Л. Разумовской, «ЧП районного масштаба» Ю. Полякова, «Двое в степи» Э. Казакевича, «Доктор Живаго» Б. Пастернака, «Сказка о царе Салтане» А. Пушкина, «Белый крест» М. Булгакова, «Страсть скифа — справедливое несчастье» О. Сулейменова, «Прими собранье пестрых глав…» А. Пушкина, «Гамлет» У. Шекспира, «Чайка» А. Чехова, «Шут Балакирев» А. Мариенгофа и др. Многие из этих спектаклей шли на Малой сцене театра, в так называемом «подвальчике», организованном Борисом Преображенским.
- Владимир Крылов долгое время был главным режиссером театра и поставил более 15 спектаклей, среди которых: «Моя старшая сестра» по пьесе А. Володина, «Грамматика любви» И. Бунина, «Приключения Саши в пещерах Бахрама» Р. Качанова и Э. Успенского; «Талисман» В. Токарева, «Сюда еще бы пару мужиков» Л. Каннингема, «Справочник Сингапура» Л. Лунари, «Восемь любящих женщин» Р. Тома, «Кентервильское привидение» О. Уайльда, «Алиса в стране Чудес» Л. Кэрролла, «Зеленое солнце Парижа» С. Байниетовой и другие.

## Художники
А. А. Алексеев, Е. Г. Маркова, А. А. Пашков, А. Г. Райдол, Т. Е. Сидоров, И. Г. Балхозин, Е. Д. Гейдебрехт, В. В. Теляковский, Ф. И. Ткаченко, Д. В. Павлюк, В. В. Пономарев и другие.

## Награды и признание
- Спектакль «Мятеж» по одноимённому роману Д. Фурманова, поставленный в ТЮЗе, был награждён дипломом I степени на Всесоюзном фестивале театров юного зрителя в Москве в 1958 году. В этом спектакле, поставленном на русском языке, участвовали и русская труппа, и казахская. Главные роли сыграли В. Битенский, К. Жакибаев, Б. Калтаев, К. Кожабеков, Г. Литвак, М. Любимцев, Я. Муратов, Е. Прасулов, К. Умурзаков, ставшие лауреатами фестиваля. Спектакль «Ыбырай Алтынсарин», поставленный казахской труппой (режиссёр — А. Токпанов), был награждён дипломом II степени. Актёры Б. Калтаев, С. Саттарова, А. Умурзакова стали обладателями дипломов «Лауреат фестиваля».

## Нынешнее здание театра
Здание расположенное на улице Шаляпина, мкр-н 12, дом 22 было построено в 1981 году по проекту архитекторов А. А. Петровой, З. М. Мустафиной и Г. С. Джакиповой, инженеров Г. И. Стулова и Г. И. Никитина, художников Ю. Функоринео и В. Твердохлебова. Первоначально здание являлось «Дворцом культуры Алматинского хлопчато-бумажного комбината».
В 2000 году здание перешло от ОАО «АХБК-ОЗАТ» в коммунальную собственностью города Алматы и было передано в аренду «Русскому театру для детей и юношества им. Н. Сац».
От 26 декабря 2000 года заключен договор № 10 аренды здания ДК ОАО «АХБК-ОЗАТ» расположенного по адресу: город Алматы, 12 микрорайон, дом 22, заключенный между Департаментом по управлению коммунальной собственностью города Алматы, именуемый в дальнейшем «Арендодатель» и Республиканский Государственный Академический Русский Театр для детей и юношества им. Н. Сац, именуемое в дальнейшем «Арендатор».
С 2007 года в театре действует камерная сцена для взрослых, не имеющая никакого отношения к детско-юношеским спектаклям.

### Архитектура
Здание представляет собой пятиэтажный, прямоугольный в плане, объём здания. Оно расположено в глубине участка и окружено обширным пространством с элементами благоустройства. Главный вход расположен по центральной оси здания, акцентирован массивным козырьком. Центральная часть навеса оформлена рельефной полихромной декоративной композицией. Конструктивная схема здания состоит из монолитных и сборных железобетонных конструкций.

### Статус памятника
В 1982 году здание «Дворца культуры Алматинского хлопчато-бумажного комбината» внесено в Государственный реестр памятников архитектуры города Алма-Аты. По настоящее время входит в действующий Государственный список памятников истории и культуры местного значения города Алматы.
Границы охранной зоны здания памятника архитектуры были утверждены в 2014 году.

### Возведение незаконной пристройки
В марте 2025 года в нарушение законодательства «Об охpане и использовании объектов истоpико-культуpного наследия» акиматом города Алматы начато строительство пристройки — театрально-административного здания камерной сцены для взрослых, состоящей из 6 этажей. Незаконное возведение нового 6-этажного здания проводится в охранной зоне памятника архитектуры ТЮЗа им. Сац, тем самым искажая его вид и ансамбль. Тендер стоимостью 21,79 млрд тенге на строительство пристройки получило ТОО «BiGlobal», дочка крупного застройщика компании «BI Group», принадлежащая олигарху Рахимбаеву Айдыну.